# ダンシング・ゼネレーション
『ダンシング・ゼネレーション』は、槇村さとるによる日本の漫画。『別冊マーガレット』（集英社）に1981年4月号から1982年7月号まで連載された。単行本は全4巻（集英社マーガレットコミックス）。文庫版は全2巻（集英社文庫）。同じ作者の『N★Yバード』は、本作品の続編であり、登場人物、時代設定などが共通している。1984年にはミュージカルとして舞台化されている。

## あらすじ
ニューヨーク・ダンシング・カンパニー（以下、NYDC）が日本公演のキャストを募集し、160人以上が受験したが、1次審査で30人になり、2次審査では10人まで絞り込まれたが、全員が落選した。その後、最終選考に残った10人と愛子に、日本にはいない「踊れるダンスチームを作る実験をする」と神崎が伝え、残った7人がダンスチーム”エキサイティング”を結成する。
様々な理由でメンバーが脱落していく中、ニューヨークへの留学や、NYDCとの共同公演などを経ることで成長していく愛子と慎を中心としたサクセスストーリー。

## 登場人物

### エキサイティング・メンバー
萩原愛子（はぎわら あいこ）
クラシック・ダンスの経験が10年ある。高校では20位に入るほど学業成績が良かったが、ダンスにのめり込んだため、もう少しで補習組に入るほどに成績が低下した。
NYDCのサマースクールでは慎とともに初級クラスであったが、慎とともにスカラシップの候補に挙げられており、事故で急募された神崎のパートナー選定試験のダンスを見て、スカラシップのオーディションは免除され、スカラシップを取得した。南武ダンスフェスティバルで優秀賞を受賞し、高校を休学してNYDCに留学する。留学中に団員試験に合格し、NYDCの団員になるとともに、高校を退学する。
ダンス・エキサイティングの第１回NY公演でのコンチェルト・イン・ブルーではエノリアとダブルキャストを組み、「黒い瞳の新星」と評された。
NYDCとダンス・エキサイティングの合同ヨーロッパ遠征のメンバーに選ばれるが、「ピアノ・マン」の「音」役がうまくできず、渡欧メンバーから外される。再起を期すものの、後任候補の慎が選ばれる。しかし、慎と改作したピアノ・マンの「音」役としてメンバーに加わる。遠征中に訪れたパリ公演が好評で、オペラ座から1年間の研修生として招待される。
羽佐間慎（はざま しん）
勲らとともに、アマチュアダンスチーム・シャークスのメンバーで連載開始時18歳。
NYDCのサマースクールでは愛子とともに初級クラスであった。サマークラス終了後、スカラシップの受験資格があることを伝えられる。南武ダンスフェスティバルで優秀賞を受賞し、ニューヨークに留学する。ダンス・エキサイティングの第１回NY公演でのコンチェルト・イン・ブルーでは「ジャズの魂」役としてミシェールとダブルキャストを組んだが、ホセ・クラインのダンスの影響を強く受けすぎており、評判が悪かった。しかし、公演中に神崎から特訓を受けることで、自分らしさを出すことに成功しつつあった。公演後、ホセ・クライン舞踊団へ入団し、エキサイティングを退団する。
NYDCとダンス・エキサイティングの合同ヨーロッパ遠征において、できの悪い愛子の代役として、「ピアノ・マン」の「音」役に選ばれる。
小沢まゆみ（おざわ まゆみ）
愛子の友人。ポップメイツ（歌手のバックダンサー）のメンバーであった。
NYDCのサマースクールでは中級クラスを受講し、短期留学後、自分に実力がないことに気がつき、エキサイティングを脱退する。後にサブマネージャーとして復帰。
片桐勲（かたぎり いさお）
慎らとともに結成していたシャークスのリーダー。連載開始時19歳。NYDCのサマースクールではテクニックAクラスを受講し、短期留学後、自分に実力がないことに気がつき、エキサイティングを脱退する。
椎名緋紗子（しいな ひさこ）
クラシック・ダンスの経験が10年ある。NYDCのサマースクールでは中級クラスに参加。南武ダンスフェスティバルで優秀賞を受賞し、ニューヨーク・バレエ団に留学するが、ノイローゼ気味になる。留学期間は1年間であったが、半年を残しダンス・エキサイティングの第１回NY公演後帰国した。帰国後、クラシック時代のパートナーと結婚し、バレエ教室を開く。結婚後の姓は中田。
藤枝逸郎（ふじえだ いつろう）
タップダンスが得意。 NYDCのサマースクールではテクニックAクラス。南武ダンスフェスティバルで優秀賞を受賞し、海外留学の権利を得るものの日本に残り、翌年、留学する。
米倉（よねくら）
体操競技出身。NYDCのサマースクールではテクニックＢクラスを受講し、短期留学後、自分に実力がないことに気がつき、ダンサーを引退してエキサイティングのマネージャーとなる。
奥村正義（おくむら まさよし）
2期生。元シャークス。
阿木ゆかり（あき ゆかり）
2期生。元劇団員。
荘村香代子（しょうむら かよこ）
2期生。モダン・ダンス歴８年。
当麻一十三（とうま ひとみ）
元劇団バルーン団員。南武ダンスフェスティバルで個人部門最優秀賞受賞。

### その他のダンス関係者
神崎崇史（かんざき たかし）
ジャズダンスのスーパースター。コンチェルト・イン・ブルーの無垢の魂（主演）が出世作。空気を切り裂くような踊りをする。NYDCの団員であったが独立し、ダンス・エキサイティングを主宰する。
ダンス・エキサイティングの第1回日本公演のあと、エノリアと結婚する。
ホセ・クライン
元NYDCのスター候補。神崎とは正反対の、コミカルでウェットでちょっと悲しいようなダンス（慎の評価）、もしくは空気を抱きしめて踊るような優しいダンス（神崎の評価）を踊る。NYDCを退団して2年後、自身の舞踏団を結成する。神崎とは10年来のライバル兼親友。
エノリア・マクガイヤー
ニューヨーク・バレエ団のプリマドンナ。ダンス・コンサート「カインとアベル」の練習中に足の腱を切ってしまう。
バーネット
NYDCの講師。日本公演の際にも来日し、キャストを募集した際に、全員に不合格を告げた。地位は高い模様で、続編のN★Yバードでは、神崎なき後のNYDCではトップであることを示唆する記載がある。
ミシェール・ラーセン
NYDCに所属するモダンダンサー。日本語が堪能。パリ・オペラ座に１年間留学経験がある。
バーバラ・スペンサー
愛子と同期のNYDC団員。ブルックリン出身の黒人女性。身長が180センチメートルあり、男役でも演じる気かという陰口を叩かれている。
マティ・シンクレア
愛子より後から入団した白人女性。愛子に対して、東洋人というだけで注目を集めると敵愾心を燃やす。
ロベルト・バレル
愛称：ミスター。下積みを20年していた、ブロードウェイの有名人。ミュージカル「ジョージ・Ｏ」の主役を射止めたことが新聞に掲載される。

## 組織・団体
エキサイティング
神崎が、世界で通用するためのダンサーを養成するために結成したダンスチーム。設立当初は稽古場代が月に１万円で、毎日6時～8時にレッスンを行った。
第1回公演は昭和51年5月24日に新橋スペース・イン（客席数80）で行ったが、入場者は60人程度であった。
当初は神崎が指導を行っていたが、ニューヨークに戻るため、高取が後任の指導者となった。
南武コンツェルン主催の南武ダンスフェスティバルで団体２位。個人部門では１期生全員が優秀賞に輝いた。劇団バルーン解散後、バルーンの主要ダンサー6人が加入し、「ダンス・エキサイティング」と改名し、NYDCの直系、かつ、NYDCから独立した神崎が主宰するダンスチームという性格をもつようになる。
連載終了時は、団員20名、研修生25名という規模になっており、5期生まで存在している。
劇団バルーン
ミュージカル劇団。南武ダンスフェスティバルで団体1位。しかし、フェスティバル後、主要ダンサー6人が抜けて解散。
ニューヨーク・ダンシング・カンパニー
米国中で公演を行っているダンスチーム。楽屋入りの時間、睡眠時間まで契約で定めている。20曲程度がスタンダードナンバーとして、新人には覚える義務がある。同じ所を連続して3回注意された団員は辞めさせるというルールがある。
ホセ・クライン舞踊団
神崎のライバルであるホセ・クラインが立ち上げたダンスチーム。

## 演目
コンチェルト・イン・ブルー
NYDCが作成した代表作。1977年初演。「『無垢の魂』が、ジャズやブルース、クラシックなどに触れることで新しい舞踊が生まれる」という内容。「無垢の魂」と「ジャズの魂」という２つの役が主役をつとめる。
ピアノ・マン
「ピアノ・マン」「歌手」「音」という3役が主要キャスト。

## 書誌情報
- 槇村さとる 『ダンシング・ゼネレーション』 集英社 〈マーガレットコミックス〉、全4巻
  1. 1982年3月30日発売 ISBN 4-08-850652-9
  2. 1982年4月30日発売 ISBN 4-08-850659-6
  3. 1982年10月30日発売 ISBN 4-08-850703-7
  4. 1982年11月30日発売 ISBN 4-08-850711-8
- 槇村さとる 『ダンシング・ゼネレーション』 集英社 〈集英社文庫〉、全2巻
  1. 1997年2月23日初版発行 ISBN 4-08-617244-5
  2. 1997年2月23日初版発行 ISBN 4-08-617245-3